# كارل سميث (منافس ألعاب قوى)
كارل سميث (بالإنجليزية: Karl Smith) هو منافس ألعاب قوى جامايكي، ولد في 15 سبتمبر 1959.

## وصلات خارجية
- كارل سميث على موقع الاتحاد الدولي لألعاب القوى (الإنجليزية)
- كارل سميث على موقع أوليمبيديا (الإنجليزية)